# Соловйовка (Дубьонський район)
Соловйо́вка (рос. Соловьёвка, ерз. Соловьевка) — селище у складі Дубьонського району Мордовії, Росія. Входить до складу Дубьонського сільського поселення.

## Населення
Населення — 10 осіб (2010; 18 у 2002).
Національний склад (станом на 2002 рік):
- росіяни — 72 %
- ерзяни — 28 %